# Short track

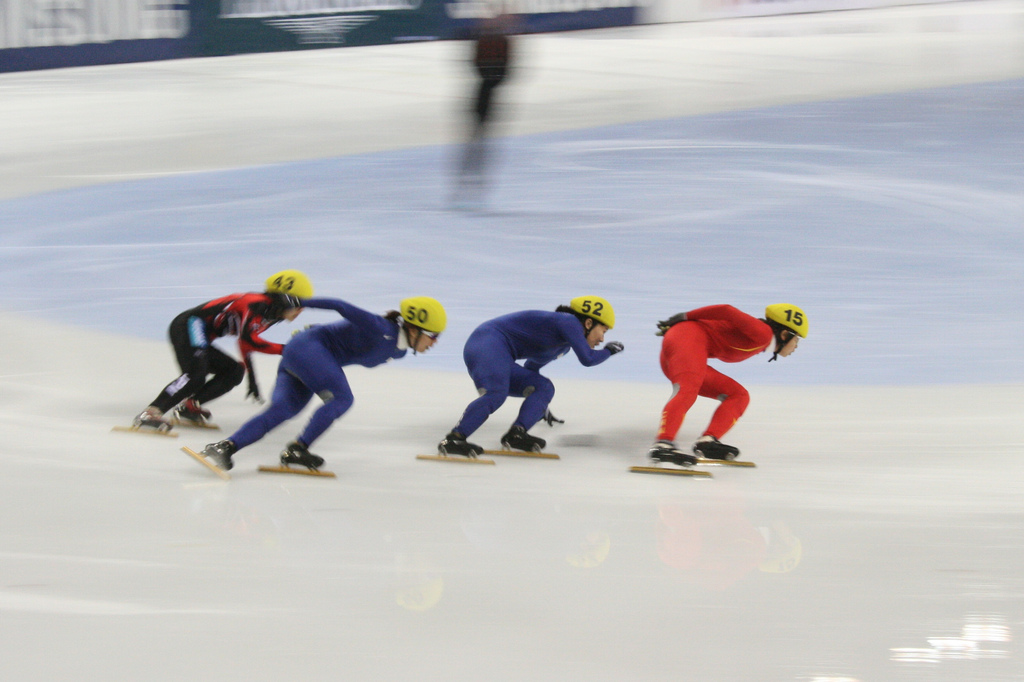
Coppa del mondo, Torino 2007.

Lo short track (letteralmente pista corta) è un tipo di pattinaggio su ghiaccio basato sulla velocità. In questo tipo di gare un certo numero di pattinatori (solitamente da 3 a 9 a seconda della gara) pattinano contemporaneamente su una breve pista al coperto  lunga 111,12 m. Lo short track è uno degli sport del programma dei Giochi olimpici invernali dal 1992 e le distanze ufficiali che si corrono durante tutto l'arco di una gara sono: 500 m, 1000 m, 1500 m individuali sia per le donne che per gli uomini; le staffette vengono corse su distanze di 3000 m per le gare femminili e di 5000 m per quelle maschili.

## Storia
Lo short track nasce dalle gare di pattinaggio di velocità con partenza in massa. Questa forma di pattinaggio era praticata soprattutto negli Stati Uniti e in Canada, e si contrapponeva alla forma internazionale, dove i pattinatori gareggiano a coppie. Alle Olimpiadi invernali di Lake Placid nel 1932 le gare di pattinaggio di velocità si svolsero con la partenza in massa. Inoltre, in Nord America, le competizioni si svolgevano anche al chiuso, ad esempio al Madison Square Garden di New York, e quindi su piste più corte rispetto a quelle usuali nelle competizioni all'aperto.
Nel 1967 l'International Skating Union (ISU) adottò lo short track, anche se si dovette aspettare fino al 1976, prima che iniziasse ad organizzare eventi internazionali. I campionati del mondo di questo sport si disputano dal 1980 a Milano (anche se già competizioni precedenti ricevettero tale titolo). Alle Olimpiadi invernali del 1988, disputatesi a Calgary, in Canada, lo short track fu sport dimostrativo e quattro anni dopo, divenne sport olimpico a pieno titolo.
Il Canada è stato a lungo il paese dominante in questo sport, che però attualmente è molto popolare in molte nazioni asiatiche, soprattutto Corea del Sud, Repubblica Popolare Cinese e Giappone, e ciò si riflette negli eventi internazionali. Grazie a piste più piccole e a competizioni più brevi e molto spesso più spettacolari, lo short track è cresciuto più del suo fratello maggiore, il pattinaggio di velocità su pista lunga. Negli ultimi anni, il livello europeo si è alzato molto, tanto che ci sono stati campioni del mondo europei. Anche l'Italia ha mostrato una certa competitività a livello europeo, nonostante la mancanza di fondi da parte della federazione italiana sport del ghiaccio (FISG). È uno sport dove anche all'ultima curva può succedere l'inverosimile (come accaduto a Steven Bradbury), ed è proprio per questo che non bisogna mai spostare lo sguardo dal ghiaccio.

## Caratteristiche
A differenza del pattinaggio su pista lunga (oltre alla pista più corta prevede curve più strette) non esistono le corsie, cosa che permette contatti tra gli atleti. Si gareggia dai 3 ai 9 atleti massimo per volta, in base al tipo di distanza percorsa. Ci sono tre distanze principali, una superfinale e le staffetta, rispettivamente 500 m, 1000 m, 1500 m, 3000 m superfinale, 3000 m a staffetta (donne), 5000 m a staffetta (uomini), 2000 m a staffetta (mista). La tipologia di gara, simile a quella usata nelle distanze corte dell'atletica, prevede una divisione in batterie degli atleti. Gli atleti di ogni batteria corrono la relativa distanza e i primi a tagliare la linea del traguardo (i primi 2 nei 500 m e nei 1000 m oppure i primi 3 nei 1500 m) passano al turno successivo fino ad arrivare alla finale con la quale si deciderà la classifica finale. Nelle staffette, il cambio avviene con una spinta dell'atleta uscente verso quello entrante. I frequenti contatti portano molto spesso a cadute e squalifiche, che possono quindi alterare i piazzamenti ottenuti.

## Record del mondo
Le tabelle che seguono riportano i migliori tempi di velocità a livello delle varie specialità dello short track. I dati sono aggiornati al giorno 11 marzo 2018.

### Donne
| Distanza | Atleta            | Nazione       | Città                                 | Data                                  | Tempo Migliore | Note  |
| --- | ----------------- | ------------- | ------------------------------------- | ------------------------------------- | -------------- | ----- |
| 500 metri | Elise Christie    | Regno Unito   | Salt Lake City, Stati Uniti d'America | Salt Lake City, Stati Uniti d'America | 42.335         | [ 2 ] |
| 1000 metri | Suzanne Schulting | Paesi Bassi   | Salt Lake City, Stati Uniti d'America | Salt Lake City, Stati Uniti d'America | 1:26.514       | [ 3 ] |
| 1500 metri | Choi Min-jeong    | Corea del Sud | Salt Lake City, Stati Uniti d'America | Salt Lake City, Stati Uniti d'America | 2:14.354       | [ 4 ] |
| 3000 metri | Jung Eun-Ju       | Corea del Sud | Harbin, Cina                          | 15 marzo 2008                         | 4:46.983       | [ 5 ] |
| Staffetta 3000 m | Paesi Bassi*      | Paesi Bassi   | Gangneung, Corea del Sud              | 20 febbraio 2018                      | 4:03.471       | [ 6 ] |
| * La nazionale femminile dei Paesi Bassi era composta da: Suzanne Schulting, Jorien ter Mors, Lara van Ruijven e Yara van Kerkhof. |                   |               |                                       |                                       |                |       |

### Uomini
| Distanza | Atleta                  | Nazione       | Città                                 | Data             | Tempo Migliore | Note   |
| --- | ----------------------- | ------------- | ------------------------------------- | ---------------- | -------------- | ------ |
| 500 metri | Wu Dajing               | Cina          | Contea di Pyeongchang, Corea del Sud  | 22 febbraio 2018 | 39.584         | [ 7 ]  |
| 1000 metri | Hwang Dae-heon          | Corea del Sud | Salt Lake City, Stati Uniti d'America | 12 novembre 2016 | 1:20.875       | [ 8 ]  |
| 1500 metri | Sjinkie Knegt           | Paesi Bassi   | Salt Lake City, Stati Uniti d'America | 13 novembre 2016 | 2:07.943       | [ 9 ]  |
| 3000 metri | Noh Jin-kyu             | Corea del Sud | Varsavia, Polonia                     | 19 marzo 2011    | 4:31.891       | [ 10 ] |
| Staffetta 3000 m | Corea del Sud*          | Corea del Sud | Innsbruck, Austria                    | 30 gennaio 2017  | 3:57.047       | [ 11 ] |
| Staffetta 5000 m | Stati Uniti d'America** | Stati Uniti   | Shanghai, Cina                        | 12 novembre 2017 | 6:29.052       | [ 12 ] |
| * La squadra nazionale sudcoreana era composta da: Kim Si-un, Moon Won-jun, Park Noh-won e Jung Hok-young               |                         |               |                                       |                  |                |        |
| ** La squadra nazionale statunitense era composta da: J.R. Celski, John-Henry Krueger, Thomas Hong e Keith Carroll, Jr. |                         |               |                                       |                  |                |        |